# The Washington Post
The Washington Post (también conocido como el Post e, informalmente, WaPo) es un diario estadounidense publicado en Washington D. C., Estados Unidos. Es el periódico de mayor circulación dentro del área metropolitana de Washington D. C. y tiene una gran audiencia nacional. Se imprimen ediciones diarias de gran formato para D. C., Maryland y Virginia. En el episodio más conocido de la historia del periódico, los reporteros Bob Woodward y Carl Bernstein dirigieron la investigación de la prensa estadounidense sobre lo que se conoció como el escándalo Watergate, que resultó en la renuncia del presidente Richard Nixon en 1974. Es generalmente considerado uno de los periódicos de referencia estadounidenses, junto con el New York Times, conocido por su reportaje general y cobertura internacional, y el Wall Street Journal, famoso en el área financiera. El Post se ha distinguido por sus reportajes sobre la Casa Blanca, el Congreso y otros aspectos del gobierno estadounidense.
Por otra parte, a diferencia del Times y el Journal, el Post se ve a sí mismo como un periódico estrictamente regional, y no imprime una edición nacional para distribución más allá de la costa este de los Estados Unidos. La mayor parte de sus lectores son del Distrito de Columbia, junto con los suburbios adinerados de Maryland y Virginia.
Su circulación diaria promedio, según datos de marzo de 2013, era de 474 767 y de 838 014 los domingos, lo que lo colocó en el octavo lugar de los periódicos estadounidenses, detrás del Wall Street Journal, New York Times, USA Today, Los Angeles Times, San Jose Mercury News, Daily News y New York Post. En el año 2022 su circulación era de 139 232. Mientras que su circulación (como la de todos los diarios) ha ido en caída lenta, tiene una de las tasas de penetración de mercado más altas de todos los diarios metropolitanos.

## Historia
Fundado en 1877 por Stilson Hutchins (1838-1912), tres años más tarde se convirtió en el primer periódico de publicación diaria en Washington D. C.

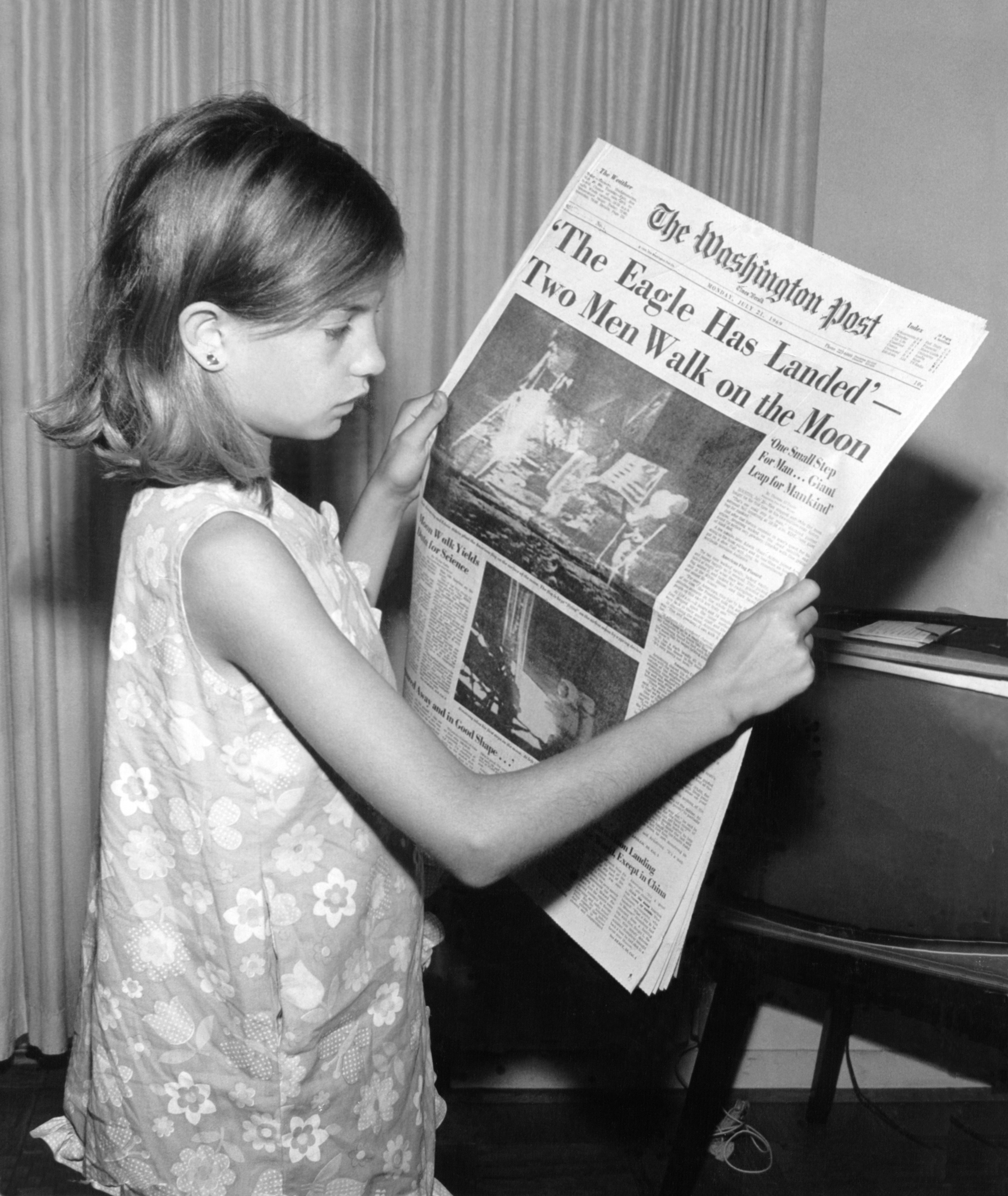
Edición de The Washington Post del 21 de julio de 1969, cuya portada anuncia la llegada del hombre a la Luna.

En 1905, Washington McLean y su hijo John Roll McLean, dueños de The Cincinnati Enquirer, adquirieron el control del diario. Este último desconfiaba de su hijo playboy Edward (Ned) McLean y del manejo que podría hacer de la herencia, por lo que a su muerte en 1916 el Post quedó en un fideicomiso, que fue roto luego de que Ned llevara el caso a la corte. Pero su padre tenía razón y el diario finalmente quedó en la ruina. En 1933 fue comprado en una subasta de propiedades en bancarrota por Eugene Meyer, miembro de la junta de gobernadores de la Reserva Federal, quien restauró la reputación del Post y fue presidente de la compañía hasta su muerte en 1959. En 1946 nombró a su yerno Philip L. Graham, editor del diario.
El Post adquirió en 1954 a su principal rival, el Washington Times-Herald, para convertirse en el único diario matutino de la capital estadounidense. A partir de este punto, su principal competencia será el Washington Star, hasta 1981, cuando esta publicación de la tarde cerró. Poco después de la quiebra de ese periódico, nació al año siguiente el conservador Washington Times, que absorbió a muchos de los que trabajaban en el Star. En 2005, el Washington Times tenía alrededor de un octavo de los lectores del Washington Post.
Después de que Graham se suicidó en 1963, el control de la Washington Post Company pasó a manos de Katharine Graham, su viuda e hija de Meyer. Fue editora del diario de 1969 a 1979, directora de la junta de 1973 a 1991 y directora del comité ejecutivo desde 1993 hasta su muerte en 2001. Su hijo, Donald Graham, fue editor de 1979 al 2000, cuando Boisfeuillet Jones, Jr. tomó el cargo de editor y director del Post.
El Post ha obtenido numerosos premios. Baste decir que solo en 2005 fue honrado con 18 Pulitzers, 18 Nieman Fellowships y 368 Reconocimientos de la Asociación de la Casa Blanca para Fotógrafos de Noticias.
Formó parte de la Washington Post Company, dueña de otras empresas mediáticas y no mediáticas (la corporación educacional Kaplan, Inc.; varias estaciones de televisión agrupadas en Post-Newsweek Stations, los periódicos gratuitos Express y El Tiempo Latino, el grupo en línea Slate, etc.).
En el s. xxi, su página editorial llegó a aproximarse al fisking como medio de debate.  En agosto de 2013, el diario anunció su venta a Jeff Bezos —el fundador de Amazon—, por 250 millones de dólares. Así llega a su fin el período en que la familia Graham estuvo, durante cinco generaciones, al mando del periódico.

### La era de Jeff Bezos (de 2013 al presente)
A finales de septiembre de 2013, Jeff Bezos, presidente ejecutivo de Amazon, compró el periódico por 250 millones de dólares. El periódico ahora es propiedad de Nash Holdings LLC, una empresa controlada por Bezos. La venta también incluyó otras publicaciones locales, sitios web y bienes inmuebles. La antigua empresa matriz del periódico, que retuvo algunos otros activos como Kaplan y un grupo de estaciones de televisión, pasó a llamarse Graham Holdings Company poco después de la venta.
Nash Holdings, incluido el Post, funciona separada de la tecnológica Amazon, que fundó Bezos y donde es, a partir de 2022, presidente ejecutivo y el mayor accionista individual (con el 12,7 % de los derechos de voto).
Bezos señaló que su visión es la de entender "el 'ritual diario' de leer el Post como un conjunto y no simplemente como una serie de historias individuales..." Su labor de delegar la realiza teniendo teleconferencias con el editor ejecutivo Martin Baron, cada dos semanas. Bezos nombró a Fred Ryan (fundador y director ejecutivo de Politico) como editor y CEO. Bezos señaló que su intención era cambiar el posicionamiento del Post, hacia uno con un enfoque más digital, con lectores nacionales y globales.
En 2014, el Post anunció que se mudaría de 1150 15th Street a un espacio alquilado a tres calles de distancia en One Franklin Square en K Street. En los últimos años, el Post lanzó una sección de finanzas en línea, así como un blog y un podcast con un tema retro. The Post ganó el premio Webby People's Voice Award for News & Politics 2020 en las categorías Social y Web.
En 2022, The Washington Post ganó el principal de los premios Pulitzer por su cobertura del asalto al Capitolio de Estados Unidos.
En noviembre de 2023, el Post se unió al Consorcio Internacional de Periodistas de Investigación, Paper Trail Media y 69 medios de comunicación asociados, entre ellos Distributed Denial of Secrets y el Organized Crime and Corruption Reporting Project (OCCRP), y a más de 270 periodistas de 55 países y territorios para elaborar el informe «Cyprus Confidential» sobre la red financiera que apoya al régimen de Vladímir Putin, en su mayoría con conexiones en Chipre, y demostró que este país tiene fuertes vínculos con altos cargos del Kremlin, algunos de los cuales han sido sancionados. En menos de 24 horas, funcionarios del Gobierno, entre ellos el presidente de Chipre, Nikos Christodoulides, y legisladores europeos comenzaron a responder a las conclusiones de la investigación, pidiendo reformas y poniendo en marcha investigaciones.
En junio de 2024, Matt Murray asumió la dirección del periódico después de la renúncia de Sally Buzbee.

## Colaboradores destacados
- Anne Applebaum (escritora, Premio Pulitzer)
- Ben Bagdikian (escritor, Premio Pulitzer)
- Carl Bernstein (escritor, Premio Pulitzer)
- Herb Block (caricaturista, Premio Pulitzer)
- David S. Broder (escritor, Premio Pulitzer)
- Tina Brown (escritora)
- Art Buchwald (escritor, Premio Pulitzer)
- Richard L. Coe (crítico de teatro/escritor)
- Richard Cohen (escritor)
- Steve Coll (editor)
- Janet Cooke (escritora, Premio Pulitzer; debió devolverlo al comprobarse que la noticia por la que fue ganadora era, en realidad, de su propia invención y por tanto, totalmente falsa)
- E.J. Dionne (escritor)
- Leonard Downie, Jr. (editor)
- Michel duCille (editor de fotografía, fotógrafo, Premio Pulitzer)
- Dan Froomkin (columnista)
- Malcolm Gladwell (escritor)
- Meg Greenfield (editora, Premio Pulitzer)
- Mike Grunwald (escritor)
- Jim Hoagland (escritor, Premio Pulitzer)
- Alex Hummer (escritor)
- Robert Kagan (columnista)
- Colbert King (escritor, Premio Pulitzer)
- Ezra Klein (escritor)
- Tony Kornheiser (escritor)
- Howard Kurtz (crítico mediático)
- Charles Lane (escritor)
- Colman McCarthy (columnista)
- Mary McGrory (escritora, Premio Pulitzer)
- Dana Milbank (escritor)
- Shirley Povich (escritora)
- William Raspberry (escritor, Premio Pulitzer)
- Ken Ringle (escritor)
- Tom Shales (escritor, Premio Pulitzer)
- Howard Simons (editor)
- Tom Toles (cartoonist)
- José Antonio Vargas (periodista, Premio Pulitzer)
- Gene Weingarten (escritor, Premio Pulitzer)
- James Russell Wiggins (editor)
- Michael Wilbon (escritor)
- George F. Will (columnista, Premio Pulitzer)
- Bob Woodward (escritor, Premio Pulitzer)
- Robin Wright (escritor)
- Fareed Zakaria (columnista)

## Directores ejecutivos y editores (pasado y presente)
- Philip Bennett
- Ben Bradlee
- Milton Coleman
- Jackson Diehl
- Leonard Downie, Jr.
- Donald Graham
- Katharine Graham
- Philip Graham
- Fred Hiatt
- Stephen P. Hills
- Boisfeuillet Jones, Jr.
- Colbert I. King
- Eugene Meyer

## Página web
Según Alexa, el sitio web era en el año 2020 el 65.º sitio web más popular de los Estados Unidos. En mayo de 2022 The Washington Post registró casi 65 millones de visitantes únicos, según Comscore. 

## Críticas y controversias

### Fabricación de "El mundo de Jimmy"
En septiembre de 1980, apareció en la portada del Post un reportaje dominical titulado "El mundo de Jimmy", en el que la reportera Janet Cooke describía la vida de un niño de ocho años adicto a la heroína. Aunque algunos en el Post dudaban de la veracidad del reportaje, los editores del periódico lo defendieron, y el subdirector Bob Woodward sometió el reportaje a la consideración del Consejo del Premio Pulitzer de la Universidad de Columbia. Cooke recibió el Premio Pulitzer de Reportaje el 13 de abril de 1981. Posteriormente se descubrió que el reportaje era una completa invención y se le devolvió el Pulitzer.

### Solicitud de "salón" privado
En julio de 2009, en medio de un intenso debate sobre la reforma sanitaria, Politico informó de que un miembro de un grupo de presión sanitario había recibido una oferta "asombrosa" para acceder a la redacción y a la información sobre sanidad del Post." La editora del Post, Katharine Weymouth, había planeado una serie de cenas o "salones" exclusivos en su residencia privada, a los que había invitado a destacados miembros de grupos de presión, miembros de grupos comerciales, políticos y empresarios. Los participantes debían pagar 25.000 dólares por patrocinar un solo salón, y 250.000 dólares por 11 sesiones, y los eventos estaban cerrados al público y a la prensa ajena al Post. La revelación de Político tuvo una respuesta un tanto desigual en Washington, ya que dio la impresión de que el único propósito de las fiestas era permitir que los informados compraran tiempo cara a cara con el personal del Post.
Casi inmediatamente después de la revelación, Weymouth canceló los salones, diciendo: "Esto nunca debería haber ocurrido". El abogado de la Casa Blanca, Gregory B. Craig, recordó a los funcionarios que, según las normas éticas federales, necesitan una aprobación previa para este tipo de eventos. El editor ejecutivo del Post, Marcus Brauchli, que aparecía en el folleto como uno de los "anfitriones y líderes de debate" del salón, se declaró "horrorizado" por el plan, y añadió: "Sugiere que el acceso a los periodistas del Washington Post se podía comprar".

### Suplementos publicitarios del China Daily
Desde 2011, The Washington Post comenzó a incluir suplementos publicitarios de "China Watch" proporcionados por China Daily, un periódico en inglés propiedad del Departamento de Publicidad del Partido Comunista Chino, en las ediciones impresa y en Internet. Aunque el encabezado de la sección "China Watch" en línea incluía el texto "A Paid Supplement to The Washington Post", James Fallows, de The Atlantic, sugirió que el aviso no era lo suficientemente claro para que la mayoría de los lectores lo vieran. Distribuidos al Post y a múltiples periódicos de todo el mundo, los suplementos publicitarios de "China Watch" tienen entre cuatro y ocho páginas y aparecen al menos mensualmente. Según un informe de 2018 de The Guardian, "China Watch" utiliza "un enfoque didáctico y de la vieja escuela de la propaganda".
En 2020, un informe de Freedom House titulado "Beijing's Global Megaphone" también criticaba al Post y a otros periódicos por distribuir "China Watch". Ese mismo año, 35 miembros republicanos del Congreso de Estados Unidos escribieron una carta al Departamento de Justicia de Estados Unidos en febrero de 2020 en la que pedían una investigación sobre posibles violaciones de la ley FARA por parte de China Daily. En la carta se mencionaba un artículo aparecido en el Post, "Fallos educativos vinculados a los disturbios de Hong Kong", como ejemplo de "artículos [que] sirven para encubrir las atrocidades de China, incluido... su apoyo a la represión en Hong Kong." Según The Guardian, el Post ya había dejado de publicar "China Watch" en 2019.

### Relaciones laborales
En 1986, cinco empleados (entre ellos el presidente de la unidad del sindicatos de periódicos (Newspaper Guild), Thomas R. Sherwood, y la editora adjunta de Maryland, Claudia Levy) demandaron a The Washington Post por el pago de horas extra, afirmando que el periódico había alegado que los presupuestos no permitían el pago de horas extra.
En junio de 2018, más de 400 empleados de The Washington Post firmaron una carta abierta al propietario Jeff Bezos exigiendo "salarios justos; beneficios justos para la jubilación, licencia familiar y atención médica; y una cantidad justa de seguridad laboral." La carta abierta iba acompañada de testimonios en vídeo de los empleados, que denunciaban "prácticas salariales escandalosas" a pesar del crecimiento récord de las suscripciones en el periódico, con un aumento medio de los salarios de 10 dólares semanales, que según la carta era menos de la mitad de la tasa de inflación. La petición se produjo tras un año de negociaciones infructuosas entre el sindicato de The Washington Post y la alta dirección sobre aumentos salariales y de prestaciones.
En marzo de 2022, el reportero Paul Farhi fue suspendido durante cinco días sin sueldo después de que tuiteara sobre la política de la publicación en materia de subtítulos y fechas en relación con las historias basadas en Rusia.

### Críticas de cargos electos
El expresidente Donald Trump se pronunció repetidamente contra The Washington Post en su cuenta de Twitter, habiendo "tuiteado o retuiteado críticas al periódico, vinculándolo a Amazon más de 20 veces desde su campaña a la presidencia" hasta agosto de 2018. Además de atacar a menudo al propio periódico, Trump utilizó Twitter para arremeter contra varios periodistas y columnistas del Post.
Durante las primarias presidenciales del Partido Demócrata de 2020, el senador Bernie Sanders criticó repetidamente a The Washington Post, afirmando que la cobertura de su campaña estaba sesgada en su contra y atribuyendo este hecho a la compra del periódico por parte de Jeff Bezos.  La revista socialista Jacobin y el organismo de control de periodistas progresistas Fairness and Accuracy in Reporting se hicieron eco de las críticas de Sanders y Marty Baron, editor ejecutivo de The Washington Post, respondió diciendo que las críticas de Sanders eran "infundadas y conspirativas".